# Вольтемаде, Ник
Ник Вольтемаде (нем. Nick Woltemade; родился 14 февраля 2002, Бремен) — немецкий футболист, игрок клуба «Штутгарт». Выступает на позициях нападающего или атакующего полузащитника.

## Клубная карьера
Уроженец Бремена, Вольтемаде стал игроком футбольной академии местного клуба «Вердер» в 2010 году, перейдя в него из «Вольмерсхаузена». 1 февраля 2020 года дебютировал в основном составе «Вердера» в матче немецкой Бундеслиги против «Аугсбурга», став самым молодым игроком «Вердера» в чемпионате.
В мае 2024 года перешёл в клуб «Штутгарт».

## Карьера в сборной
Выступал за сборные Германии до 16, до 17, до 20 лет и до 21 года. Участвовал в молодёжном ЧЕ 2025 года, где стал лучшим бомбардиром турнира (6 голов) и завоевал серебряные медали турнира.
4 июня 2025 года дебютировал за главную сборную Германии в матче против сборной Португалии.